# Marie-France Stirbois
Marie-France Stirbois (ur. 11 listopada 1944 w Paryżu, zm. 17 kwietnia 2006 w Nicei) – francuska polityk, posłanka krajowa, eurodeputowana w latach 1994–1999 i 2003–2004.

## Życiorys
W działalność ugrupowań skrajnej prawicy zaangażowała się w połowie lat 60. w trakcie kampanii prezydenckiej Jeana-Louisa Tixier-Vignancour. W latach 70. przystąpiła do Frontu Narodowego, była wieloletnią członkinią władz krajowych tej partii. Od 1989 do 1993 wchodziła w skład Zgromadzenia Narodowego IX kadencji.
W 1994 z listy FN uzyskała mandat posłanki do Parlamentu Europejskiego IV kadencji. W 1999 bez powodzenia ubiegała się o reelekcję, eurodeputowaną V kadencji została jednak w 2003. W PE pozostawała niezrzeszona, pracowała m.in. w Komisji Polityki Regionalnej, Transportu i Turystyki oraz w Komisji Petycji.
Pełniła także szereg funkcji w radach administracji terytorialnej różnych szczebli. Była radną departamentu Eure-et-Loir (1994–2001), radną Regionu Centralnego (1986–2004), radną Dreux (1989–2001). Od 2004 do czasu swojej śmierci na chorobę nowotworową w 2006 zasiadała w radzie regionu Prowansja-Alpy-Lazurowe Wybrzeże oraz w radzie miejskiej w Nicei.
Jej mąż Jean-Pierre Stirbois był również działaczem Frontu Narodowego i deputowanym tej partii.